# Сесе (Ду)
Сесе (фр. Cessey) насеље је и општина у источној Француској у региону Франш-Конте, у департману Ду која припада префектури Безансон.
По подацима из 2011. године у општини је живело 347 становника, а густина насељености је износила 46,08 становника/km². Општина се простире на површини од 7,53 km². Налази се на средњој надморској висини од 320 метара (максималној 534 m, а минималној 263 m).

## Демографија
| 1962. | 1968. | 1975. | 1982. | 1990. | 1999. | 2011. |
| ----- | ----- | ----- | ----- | ----- | ----- | ----- |
| 51    | 62    | 81    | 175   | 237   | 288   | 347   |

График промене броја становника у току последњих година